# ساق (عين العرب)
ساق  قرية سوريّة تتبع إداريّاً لمحافظة حلب منطقة عين العرب ناحية صرين، بلغ تعداد سكانها 241 نسمة حسب التعداد السكاني لعام 2004.